# Фінал WTA 2019

Фінал WTA 2019, також відомий за назвою спонсора як Shiseido WTA Finals Shenzhen, — жіночий тенісний турнір, що відбувся в Шеньчжені (Китай) з 27 жовтня до 3 листопада 2019 року. Це був 49-й за ліком підсумковий турнір сезону в одиночному розряді і 44-й - у парному. 8 гравчинь в одиночному розряді й 8 пар змагалися в Shenzhen Bay Sports Centre. Це був перший Фінал WTA в Шеньчжені.

## Призовий фонд і очки
Сумарний призовий фонд турніру Shiseido 2019 WTA Finals Shenzhen становив US$14,000,000.
| Одиночний розряд                                                       | Одиночний розряд                                         | Одиночний розряд |
| Етап                                                                   | Грошовий приз                                            | Очки!            |
| ---------------------------------------------------------------------- | -------------------------------------------------------- | ---------------- |
| Чемпіонка                                                              | RR1 + $3,505,000                                         | SF + 750         |
| Суперниця у фіналі                                                     | RR + $1,180,000                                          | SF + 330         |
| Півфіналістка                                                          | RR + $80,000                                             | RR               |
| За перемогу в матчі кругового турніру                                  | +$305,000                                                | 250              |
| За участь у матчі кругового турніру                                    | Н/Д                                                      | 125              |
| Нагорода за участь                                                     | 3 матчі = $305,000 2 матчі = $265,000 1 матч = $220,000  | Н/Д              |
| Нагорода запасній                                                      | 2 матчі = $210,000 1 матч = $165,000 0 матчів = $125,000 | Н/Д              |
| 1 RR означає грошовий приз чи очки здобуті на етапі кругового турніру. |                                                          |                  |

| Парний розряд                                                          | Парний розряд                                           | Парний розряд |
| Етап                                                                   | Грошовий приз                                           | Очки!         |
| ---------------------------------------------------------------------- | ------------------------------------------------------- | ------------- |
| Чемпіонки                                                              | RR1 + $700,000                                          | SF + 750      |
| Суперниці у фіналі                                                     | RR + $225,000                                           | SF + 330      |
| Півфіналістки                                                          | RR + $15,000                                            | RR            |
| За перемогу в матчі кругового турніру                                  | +$50,000                                                | 250           |
| За участь у матчі кругового турніру                                    | Н/Д                                                     | 125           |
| Нагорода за участь                                                     | 3 матчі = $150,000 2 матчі = $130,000 1 матч = $110,000 | Н/Д           |
| Нагорода запасній                                                      | 2 матчі = $90,000 1 матч = $70,000 0 матчів = $50,000   | Н/Д           |
| 1 RR означає грошовий приз чи очки здобуті на етапі кругового турніру. |                                                         |               |

## Гравчині, що кваліфікувалися

### Одиночний розряд
| # | Гравчині          | Очки  | Турнірів | Коли кваліфікувалася |
| - | ----------------- | ----- | -------- | -------------------- |
| 1 | Ешлі Барті        | 6,476 | 14       | 9 вересня            |
| 2 | Кароліна Плішкова | 5,315 | 18       | 15 вересня           |
| 3 | Наомі Осака       | 5,246 | 16       | 4 жовтня             |
| 4 | Сімона Халеп      | 4,962 | 16       | 2 жовтня             |
| 5 | Б'янка Андрееску  | 4,942 | 12       | 2 жовтня             |
| 6 | Петра Квітова     | 4,401 | 16       | 7 жовтня             |
| 7 | Белінда Бенчич    | 4,120 | 24       | 19 жовтня            |
| 8 | Еліна Світоліна   | 3,995 | 21       | 14 жовтня            |

## Шлях до Шеньчженя
- За даними WTA[3].

### Одиночний розряд
- Гравчині на  золотому  тлі кваліфікувалися.
- Гравчині на  брунатному  могли бути запасними, але відмовилися від участі.

| Місце                      | Спортсменка       | Турніри Великого шлему | Турніри Великого шлему | Турніри Великого шлему | Турніри Великого шлему | Premier Mandatory | Premier Mandatory | Premier Mandatory | Premier Mandatory | Найкращі два результати в Premier 5 | Найкращі два результати в Premier 5 | Найкращі результати в інших турнірах | Найкращі результати в інших турнірах | Найкращі результати в інших турнірах | Найкращі результати в інших турнірах | Найкращі результати в інших турнірах | Найкращі результати в інших турнірах | Загалом очок | Турнірів | Титулів WTA |
| -------------------------- | ----------------- | ---------------------- | ---------------------- | ---------------------- | ---------------------- | ----------------- | ----------------- | ----------------- | ----------------- | ----------------------------------- | ----------------------------------- | ------------------------------------ | ------------------------------------ | ------------------------------------ | ------------------------------------ | ------------------------------------ | ------------------------------------ | ------------ | -------- | ----------- |
| Місце                      | Спортсменка       | AUS                    | FRA                    | WIM                    | USO                    | INW               | MIA               | MAD               | BEI               | 1                                   | 2                                   | 1                                    | 2                                    | 3                                    | 4                                    | 5                                    | 6                                    | Загалом очок | Турнірів | Титулів WTA |
| 1                          | Ешлі Барті        | ЧФ 430                 | П 2000                 | 1/8Ф 240               | 1/8Ф 240               | 1/8Ф 120          | П 1000            | ЧФ 215            | Ф 650             | ПФ 350                              | ПФ 350                              | П 470                                | Ф 305                                | 1/8Ф 105                             | 1/16Ф 1                              |                                      |                                      | 6,476        | 14       | 3           |
| 2                          | Кароліна Плішкова | ПФ 780                 | 1/16Ф 130              | 1/8Ф 240               | 1/8Ф 240               | ЧФ 215            | Ф 650             | 1/16Ф 65          | 1/32Ф 10          | П 900                               | ЧФ 190                              | П 470                                | П 470                                | П 470                                | ЧФ 190                               | ЧФ 190                               | 1/8Ф 105                             | 5,315        | 18       | 4           |
| 3                          | Наомі Осака       | П 2000                 | 1/16Ф 130              | 1/64Ф 10               | 1/8Ф 240               | 1/8Ф 120          | 1/16Ф 65          | ЧФ 215            | П 1000            | ЧФ 190                              | ЧФ 190                              | П 470                                | ЧФ 190                               | ПФ 185                               | ПФ 185                               | 1/8Ф 55                              | 1/16Ф 1                              | 5,246        | 16       | 3           |
| 4                          | Сімона Халеп      | 1/8Ф 240               | ЧФ 430                 | П 2000                 | 1/32Ф 70               | 1/8Ф 120          | ПФ 390            | Ф 650             | 1/16Ф 65          | ЧФ 190                              | ЧФ 190                              | Ф 305                                | 1/8Ф 105                             | 1/8Ф 105                             | ЧФ 100                               | 1/16Ф 1                              | 1/8Ф 1                               | 4,962        | 16       | 1           |
| 5                          | Б'янка Андрееску  | 1/32Ф 110              | 1/32Ф 70               | A 0                    | П 2000                 | П 1000            | 1/8Ф 120          | A 0               | ЧФ 215            | П 900                               |                                     | Ф 198                                | П 160                                | ПФ 110                               | П 50                                 | ЧФ 9                                 |                                      | 4,942        | 12       | 3           |
| 6                          | Петра Квітова     | Ф 1300                 | A 0                    | 1/8Ф 240               | 1/32Ф 70               | 1/32Ф 10          | ЧФ 215            | ЧФ 215            | ЧФ 215            | Ф 585                               | ПФ 350                              | П 470                                | П 470                                | 1/8Ф 105                             | ЧФ 100                               | 1/8Ф 55                              | 1/16Ф 1                              | 4,401        | 16       | 2           |
| 7                          | Белінда Бенчич    | 1/16Ф 130              | 1/16Ф 130              | 1/16Ф 130              | ПФ 780                 | ПФ 390            | 1/32Ф 10          | ПФ 390            | 1/8Ф 120          | П 900                               | 1/8Ф 105                            | П 470                                | Ф 180                                | П 115                                | ПФ 110                               | ЧФ 100                               | 1/16Ф 60                             | 4,120        | 24       | 2           |
| 8                          | Еліна Світоліна   | ЧФ 430                 | 1/16Ф 130              | ПФ 780                 | ПФ 780                 | ПФ 390            | 1/32Ф 10          | 1/32Ф 10          | ЧФ 215            | ПФ 350                              | ЧФ 190                              | ЧФ 190                               | ПФ 185                               | 1/8Ф 105                             | ЧФ 100                               | ЧФ 100                               | 1/8Ф 30                              | 3,995        | 21       | 0           |
| Запасні / WTA Elite Trophy |                   |                        |                        |                        |                        |                   |                   |                   |                   |                                     |                                     |                                      |                                      |                                      |                                      |                                      |                                      |              |          |             |
| 9                          | Серена Вільямс    | ЧФ 430                 | 1/16Ф 130              | Ф 1300                 | Ф 1300                 | 1/16Ф 65          | 1/16Ф 65          | A 0               | A 0               | Ф 585                               | 1/16Ф 60                            |                                      |                                      |                                      |                                      |                                      |                                      | 3,935        | 8        | 0           |
| 10                         | Кікі Бертенс      | 1/32Ф 70               | 1/32Ф 70               | 1/16Ф 130              | 1/16Ф 130              | 1/8Ф 120          | 1/8Ф 120          | П 1000            | ПФ 390            | ПФ 350                              | 1/8Ф 105                            | П 470                                | ПФ 185                               | ПФ 185                               | ПФ 185                               | Ф 180                                | Ф 180                                | 3,870        | 25       | 2           |
| 11                         | Джоанна Конта     | 1/32Ф 70               | ПФ 780                 | ЧФ 430                 | ЧФ 430                 | 1/16Ф 65          | 1/32Ф 35          | 1/16Ф 65          | A 0               | Ф 585                               | 1/32Ф 1                             | Ф 180                                | ЧФ 60                                | 1/8Ф 55                              | 1/8Ф 55                              | 1/8Ф 55                              | Q2 13                                | 2,879        | 16       | 0           |
| 12                         | Софія Кенін       | 1/32Ф 70               | 1/8Ф 240               | 1/32Ф 70               | 1/16Ф 130              | 1/32Ф 35          | 1/32Ф 10          | 1/32Ф 10          | 1/8Ф 120          | ПФ 350                              | ПФ 350                              | П 280                                | П 280                                | П 280                                | Ф 180                                | 1/8Ф 105                             | 1/8Ф 105                             | 2,615        | 23       | 3           |

### Парний розряд
- Пари на  золотому  тлі кваліфікувалися.
- Пари на  брунатному  могли бути запасними, але відмовилися від участі.

| Місце   | Пара                                 | Очки   | Очки   | Очки   | Очки   | Очки     | Очки      | Очки     | Очки     | Очки     | Очки     | Очки      | Загалом очок | Турнірів | Титулів |
| Місце   | Пара                                 | 1      | 2      | 3      | 4      | 5        | 6         | 7        | 8        | 9        | 10       | 11        | Загалом очок | Турнірів | Титулів |
| ------- | ------------------------------------ | ------ | ------ | ------ | ------ | -------- | --------- | -------- | -------- | -------- | -------- | --------- | ------------ | -------- | ------- |
| 1       | Елісе Мертенс Арина Соболенко        | П 2000 | П 1000 | П 1000 | ПФ 780 | Ф 585    | ЧФ 430    | 1/8Ф 240 | 1/8Ф 10  | 1/16Ф 10 | 1/8Ф 1   | 1/8Ф 1    | 6,057        | 11       | 3       |
| 2       | Сє Шувей Барбора Стрицова            | П 2000 | П 1000 | П 900  | П 470  | 1/8Ф 240 | 1/8Ф 240  | ЧФ 215   | ЧФ 190   | 1/8Ф 120 | 1/8Ф 105 | 1/8Ф 10   | 5,490        | 13       | 4       |
| 3       | Тімеа Бабош Крістіна Младенович      | П 2000 | Ф 1300 | ПФ 780 | ЧФ 430 | П 280    | ЧФ 215    | ПФ 185   | 1/16Ф 10 | 1/16Ф 10 | 1/8Ф 1   |           | 5,211        | 10       | 2       |
| 4       | Габріела Дабровскі Сюй Їфань         | Ф 1300 | Ф 650  | ЧФ 430 | ЧФ 430 | ПФ 390   | ПФ 350    | П 280    | ЧФ 215   | ЧФ 215   | ЧФ 190   | ПФ 185    | 4,635        | 21       | 1       |
| 5       | Чжань Хаоцін Латіша Чжань            | П 470  | П 470  | П 470  | ЧФ 430 | ПФ 390   | ПФ 390    | ПФ 350   | ПФ 350   | Ф 305    | П 280    | 1/8Ф 240  | 4,145        | 20       | 4       |
| 6       | Барбора Крейчикова Катерина Сінякова | П 900  | ПФ 780 | Ф 650  | ЧФ 430 | ПФ 350   | П 280     | ЧФ 215   | ЧФ 190   | ПФ 185   | 1/32Ф 10 | 1/16Ф 10  | 4,000        | 11       | 2       |
| 7       | Саманта Стосур Ч Шуай                | П 2000 | Ф 650  | ЧФ 430 | ЧФ 215 | ЧФ 190   | 1/16Ф 130 | 1/8Ф 120 | 1/8Ф 105 | ЧФ 60    | 1/32Ф 10 | 1/16Ф 10  | 3,920        | 13       | 1       |
| 8       | Анна-Лена Гренефельд Демі Схюрс      | Ф 585  | Ф 585  | Ф 585  | ЧФ 430 | ПФ 350   | Ф 305     | Ф 305    | ЧФ 215   | ЧФ 215   | ЧФ 190   | 1/16Ф 130 | 3,895        | 15       | 0       |
| Запасні |                                      |        |        |        |        |          |           |          |          |          |          |           |              |          |         |
| 9       | Вікторія Азаренко Ешлі Барті         | Ф 1300 | П 900  | ПФ 390 | ПФ 350 | 1/8Ф 240 | 1/8Ф 130  | 1/8Ф 120 | 1/16Ф 10 |          |          |           | 3,440        | 8        | 1       |
| 10      | Ніколь Мелічар Квета Пешке           | П 470  | П 470  | П 470  | ЧФ 430 | ЧФ 430   | 1/8Ф 240  | ЧФ 215   | ЧФ 190   | ЧФ 190   | Ф 180    | 1/16Ф 130 | 3,415        | 25       | 3       |

## Переможниці та фіналістки

### Одиночний розряд
- Ешлі Барті —  Еліна Світоліна 6–4, 6–3

### Парний розряд
- Тімеа Бабош /  Крістіна Младенович —  Сє Шувей /  Барбора Стрицова, 6–1, 6–3